# Megalastrum honestum
Megalastrum honestum är en träjonväxtart som först beskrevs av Kze., och fick sitt nu gällande namn av Alan Reid Smith och R. C. Moran. Megalastrum honestum ingår i släktet Megalastrum och familjen Dryopteridaceae. Inga underarter finns listade.